# The Quiet Resistance
Albums de Nemesea
In Control
(2007) Uprise
(2016)
The Quiet Resistance est le troisième album du groupe hollandais de metal symphonique Nemesea, publié le 17 novembre 2011, par Napalm Records.

## Liste des chansons
| No  | Titre                                                                 | Durée |
| --- | --------------------------------------------------------------------- | ----- |
| 1.  | The Quiet Resistance                                                  | 0:52  |
| 2.  | Caught In The Middle                                                  | 4:50  |
| 3.  | Afterlife                                                             | 3:12  |
| 4.  | Whenever                                                              | 3:31  |
| 5.  | If You Could                                                          | 3:54  |
| 6.  | High Enough (avec Charlotte Wessels de Delain)                        | 4:13  |
| 7.  | Say                                                                   | 4:05  |
| 8.  | It's Over (avec Matt Litwin & Marcus Klavan de BulletProof Messenger) | 4:00  |
| 9.  | I Live                                                                | 4:31  |
| 10. | Stay With Me                                                          | 3:49  |
| 11. | Rush                                                                  | 5:27  |
| 12. | Release Me                                                            | 3:40  |
| 13. | 2012                                                                  | 5:58  |
| 14. | Allein (avec Heli Reissenweber de Stahlzeit - Bonus)                  | 3:58  |